# Schloss Walkenstein

Schloss Walkenstein (ca. 1910)

Das Schloss Walkenstein steht in der Ortschaft Walkenstein in der Marktgemeinde Sigmundsherberg im Bezirk Horn in Niederösterreich. Das Schloss steht unter Denkmalschutz (Listeneintrag).

## Geschichte
Walkenstein war 1074 im Besitz der Babenberger, gegen Ende des 13. Jahrhunderts werden die Kuenringer als Eigentümer genannt und zwischen 1265 und 1324 benannte sich eine Adelsfamilie, welche die Herrschaft vermutlich von den Kuenringer als Lehen hatte, nach Walkenstein.
Der böhmische Söldnerführer Jaroslav eroberte 1488 die Burg, um sie anschließend König Matthias Corvinus zu übergeben. 1645 traten die Schweden als Eroberer in Erscheinung.
Johann Ehrenreich Freiherr von Sonnau und Reichersberg ließ zwischen 1660 und 1671 das Schloss in seiner heutigen Form errichten, welches nach mehreren Besitzerwechseln laut Kaufvertrag vom 8. November 1760 Eigentum vom Stift Geras unter Abt Paul Gratschmayer wurde, das es zunächst als Gutshof verwendete.
Abt Adrian Lambert Zach, der sich bemühte, das Stift Geras auf eine wirtschaftlich breitere Basis zu stellen, richtete hier 1890 eine Kaltwasser-Kuranstalt ein. Im April 1891 erteilte die Statthalterei für Niederösterreich einen abschlägigen Bescheid und verweigerte die Betriebsgenehmigung. Erst 1893 konnte Kuranstalt mit dem Gemeindearzt Josef Wetchy als ärztlichem Leiter ihren Betrieb aufnehmen.
Ursprünglich standen 30 Zimmer für Kurgäste zur Verfügung, 1904 wurde behördlich ein Ausbau der Kuranstalt auf später 40 Zimmer genehmigt.
1914 musste der Gemeindearzt und ärztliche Leiter Hans Gaßner als Sanitätsoffizier zum Militär und konnte diese Funktionen erst ab 1918 wieder ausüben. In dieser Zeit wurde die Kaltwasserheilanstalt im Schloss Walkenstein geschlossen und von Abt Adrian Lambert Zach dem Militär als Erholungsheim zur Verfügung gestellt.
1939 wurde die immer noch von Hans Gaßner geleitete Kuranstalt endgültig geschlossen. Während der Besatzungszeit hatte das Schloss unter den sowjetischen Besatzern schwer zu leiden, wurde später aber wieder in Stand gesetzt.
Schloss Walkenstein wird im Prospekt der I. Waldviertler Wasserheilanstalt auch als Standort des k.k. Post- und Telegrafenamtes von Walkenstein genannt.

## Beschreibung
Das frühbarocke Schloss mit 56,1 × 46,3 Meter liegt Kainreith zugewandt in leicht erhöhter Lage im Süden von Walkenstein in unmittelbarer Nachbarschaft zur Pfarrkirche.
Vier einstöckige Trakte bilden einen großen rechteckigen Hof von 36,1 × 26,3 Meter, an dessen Ost- und Westseite sich gratgedeckte Rundbogenarkaden über prismatischen Pfeilern befinden. Den Westtrakt beherrscht ein viereckiger Turm mit Zeltdach, Kreuz und Knauf.  Unterhalb des Turms befindet sich das von Pilastern eingefasste Hauptportal.
Das dreiteilige Gebälk und der gebrochene Segmentgiebel darüber tragen eine Inschriftentafel, welche an Johann Ehrenreich Freiherr von Sonnau und Reichersberg erinnert sowie eine asymmetrische Kartusche mit dem Doppelwappen des Stiftes Geras und des Abts Paul Gratschmayr.
Von der ursprünglichen barocken Gartenanlage erhalten geblieben ist eine der Südseite des Schlosses vorgelagerte Terrasse, unterhalb derer sich ein großer, ummauerter Obstgarten befindet und von der eine barocke, zweiläufige Treppe mit Balustradenresten zum Schloss führt.